# Sh2-226
Sh2-226 est une nébuleuse en émission visible dans la constellation du Cocher.
Elle est située dans le grand pentagone qui constitue la constellation, à environ un demi-degré au sud-ouest de l'étoile μ Aurigae. La meilleure période pour son observation dans le ciel du soir se situe entre les mois d'octobre et de mars et est grandement facilitée pour les observateurs situés dans les régions de l'hémisphère nord de la Terre.
Il s'agit d'une région HII éloignée, située à environ 4 200 pc (∼13 700 al) sur le bras de la Règle, au-delà des grandes associations OB du Cocher. Ses émissions plus élevées dans l'infrarouge et la bande Hα suggèrent que sa lumière nous parvient fortement filtrée par le milieu interstellaire qui se trouve dans la ligne de visée. Sh2-226 abrite la source infrarouge IRAS 05075+3755 et deux masers, l'un avec une émission OH et l'autre avec une émission H₂O, ainsi que quelques sources d'ondes radio, suggérant que des phénomènes de formation d'étoiles y sont actifs.